# Aulonogyrus splendidulus
Aulonogyrus splendidulus is een keversoort uit de familie van schrijvertjes (Gyrinidae). De wetenschappelijke naam van de soort is voor het eerst geldig gepubliceerd in 1838 door Dupont in Aubé.